# Mandatoriccio
Mandatoriccio ist eine italienische Gemeinde mit 2423 Einwohnern (Stand 31. Dezember 2023) in der Provinz Cosenza in Kalabrien.
Das Gebiet der Gemeinde liegt auf einer Höhe von 561 m über dem Meeresspiegel und umfasst eine Fläche von 36 km². Mandatoriccio liegt etwa 93 km nordöstlich von Cosenza. Die Nachbargemeinden sind Campana, Pietrapaola und Scala Coeli.